# Між двома зливами
«Між двома зливами» (англ. Between Showers) — американський короткометражний фільм, створений студією Keystone Film Company 1914 року. У головній ролі — Чарлі Чаплін.

## Сюжет
Чаплін та Стерлінг постають в ролі залицяльників, які хочуть допомогти жінці перейти вулицю, що залита водою після нещодавнього дощу. Поки вони шукають дошки жінці допомагає полісмен. Після цього герой Стерлінга намагається відібрати в жінки парасолю, яку він вкрав у полісмена і дав жінці. Герой Чапліна вступає з ним у бійку.

## Актори
| Актор          | роль                  |
| Чарлі Чаплін   | донжуан               |
| Форд Стерлінг  | його суперник         |
| Честер Конклін | поліцейський          |
| Емма Кліфтон   | дівчина               |
| Седі Лемп      | подруга поліцейського |

## Прокат
Дистриб'ютором виступила кінокомпанія Mutual Film Corporation. Фільм вийшов 28 лютого 1914 року.